# Vihula
Vihula är en ort i Estland. Den ligger i Vihula kommun och landskapet Lääne-Virumaa, i den centrala delen av landet, 80 km öster om huvudstaden Tallinn. Vihula ligger 60 meter över havet och antalet invånare är 109.
Terrängen runt Vihula är platt. En vik av havet är nära Vihula norrut. Runt Vihula är det glesbefolkat, med 15 invånare per kvadratkilometer. Närmaste större samhälle är Võsu, 10,7 km väster om Vihula. Omgivningarna runt Vihula är en mosaik av jordbruksmark och naturlig växtlighet.